# 7584 Ossietzky
A 7584 Ossietzky (ideiglenes jelöléssel 1991 GK10) a Naprendszer kisbolygóövében található aszteroida. Freimut Börngen fedezte fel 1991. április 9-én.